# Nora García de la Casa
Nora García de la Casa   (el Masnou, 6 de juliol de 2005) és una regatista catalana campiona del món juvenil en la classe Nacra 15. L'any 2020 va ser guardonada com a Millor Navegant per la Federació Catalana de Vela.

## Biografia
García de la Casa va començar a navegar amb set anys a l'Escola de Vela del Club Nàutic El Masnou i als onze anys ja formava part de la selecció catalana.

## Trajectòria esportiva
Els seus primers grans èxits arribaren en la classe Optimist, on va aconseguir proclamar-se campiona de Catalunya en tres ocasions consecutives entre els anys 2018 i 2020. L'any 2017 es va proclamar 3ª en sub 13 femenina, en la Copa d'Espanya i subcampiona femenina de Catalunya. L'Optimist és un tipus d'embarcació de vela lleugera dissenyada per a nens i joves entre 6 i 15 anys i és considerada una embarcació ideal per al desenvolupament de les habilitats de navegants principiants.
L'any 2020 va ser guardonada com a Millor Navegant per la Federació Catalana de Vela.
L'any 2021 va fer el salt a la classe 420, però ràpidament va començar a competir en la classe Nacra 15, on va formar equip amb el seu germà Daniel García de la Casa. Els vaixells de la classe Nacra 15 van ser creats d’acord amb les directrius de World Sailing i han experimentat una ràpida evolució, especialment gràcies a la seva configuració amb C-foil (orses corbes). Actualment, formen part de manera constant i destacada dels Campionats Mundials de Vela Juvenil i tenen una presència significativa als Jocs Olímpics de la Joventut.
L'any 2022 els germans es proclamen subcampions del món juvenil en la classe Nacra 15 i un any més tard, aconsegueixen ser campions del món en el Youth Sailing World Championship celebrat a Búzios (Brasil). L'any 2024 es proclamen campions d'Europa a Sardenya.

## Objectius futurs, referents i inspiració
García de la Casa combina la seva carrera esportiva amb els estudis de Publicitat i Relacions Públiques a la Universitat Pompeu Fabra (UPF). Amb l'objectiu de participar en uns Jocs Olímpics, ha trobat inspiració en regatistes destacades com Natàlia Via-Dufresne i Sílvia Mas, també vinculades al CN El Masnou.
Va formar part de les sis dones regatistes de l'exposició Penélope, la mar és teva que va realitzar el Museu Marítim de Barcelona dins del programa d’activitats per acompanyar la Copa Amèrica de vela de 2024.